# Diecéze périgueuxská
Diecéze périgueuxská (-sarlatská) (lat. Dioecesis Petrocoricensis (-Sarlatensis), franc. Diocèse de Périgueux-Sarlat) je francouzská římskokatolická diecéze. Leží na území departementu Dordogne, jehož hranice přesně kopíruje. Sídlo biskupství a katedrála svatého Fronta se nachází v Périgueux. Diecéze je součástí církevní provincie Bordeaux.
Od 18. června 2014 je diecézním biskupem Mons. Philippe Mousset.

## Historie
Biskupství bylo v Périgueux založeno v průběhu 3. století. Prvním biskupem z Périgueux se stal svatý Front, jemuž je zasvěcena katedrála. Dne 11. července 1317 byla založena diecéze sarlatská, jejíž území bylo vyčleněno z diecéze périgueuxské. Ta však byla v důsledku konkordátu z roku 1801 29. listopadu 1801 zrušena, stejně jako diecéze périgueuxská, a jejich území bylo včleněno do diecéze angoulêmské.
Dne 6. října 1822 byla diecéze périgueuxská obnovena, 17. června 1854 byl změněn název diecéze na de Périgueux-Sarlat.